# Murray Bookchin
Murray Bookchin (14 de enero de 1921 - 30 de julio de 2006) fue un historiador, profesor universitario, investigador y activista ecologista estadounidense, fundador de una teoría llamada «ecología social» (una forma de ecoanarquismo) y uno de los pioneros del movimiento ecologista. Es autor de una extensa colección de libros sobre historia, política, filosofía, asuntos urbanísticos y ecología. Ideológicamente, Bookchin evolucionó desde un marxismo tradicional hacia el socialismo libertario, en la tradición anarcocomunista de Piotr Kropotkin. A finales de la década de 1990 abandonó el anarquismo de izquierda desencantado por lo que él vio como una deriva hacia los estilos de vida subculturales, el primitivismo y las políticas de identidad postestructuralistas, y fundó su propia filosofía política que llamó «comunalismo» que pretendía reconciliar elementos del anarquismo y el marxismo.
Bookchin fue un prominente defensor de una descentralización de inspiración anticapitalista. Sus ideas han influenciado movimientos sociales desde 1960, incluyendo la New Left, el movimiento antinuclear, el movimiento antiglobalización, Occupy Wall Street, y más recientemente, el confederalismo democrático de Rojava. Fue una figura central en el Movimiento Verde Americano y el Burlington Greens.

## Biografía
Nació en Nueva York en 1921, de padres inmigrantes rusos que habían participado en el movimiento revolucionario de Rusia durante la época de los zares. Muy pronto en los años treinta, entró en el movimiento juvenil comunista, pero al final de esa década se mostró decepcionado por su carácter autoritario. Durante los años de la guerra civil española se involucró en el movimiento neoyorquino de apoyo a España (Support Spain), siendo demasiado joven para participar directamente. Algunos de sus amigos mayores murieron en el frente de Madrid. Permaneció al lado de los comunistas hasta el pacto entre Stalin y Hitler en 1939, fecha en la que fue expulsado por el desviacionismo trotskista que había ido tomando.
Posteriormente se incorporó al movimiento obrero y participó activamente en la organización de sindicatos al norte del Estado de Nueva Jersey cuando trabajaba en una fundición, para el Congreso de Organizaciones Industriales (CIO) colaborando activamente con el movimiento trotskista americano. Durante los años cuarenta trabajó en la industria de fabricación de automóviles, militando durante diez años en la United Auto Workers (AUW), organización netamente libertaria antes de que Walter Reuther se convirtiera en su presidente. Después de participar en la gran huelga de la General Motors en 1948, empezó  a cuestionarse todas sus concepciones tradicionales acerca del papel hegemónico de la clase trabajadora industrial, escribiendo en años posteriores extensamente sobre el tema.
Durante esa época se convirtió en socialista libertario, colaborando estrechamente con exiliados alemanes en Nueva York que habían abandonado el comunismo y se desplazaban hacia una perspectiva anarquista (Internationalen Kommunisten Deutschlands). Muchos de sus artículos de los primeros años se publicaron en Dinge der Zeit, así como en su publicación hermana en lengua inglesa Comtemporary Issues. Su primer libro, The Problem of Chemicals in Food, se publicó en Alemania. Fue uno de los primeros activistas políticos en escribir sobre ecología, tanto en los EE. UU. como en la Alemania Federal. Sus escritos contribuyeron a reformar la legislación alemana sobre farmacología y alimentación.
En los años sesenta se involucró en los movimientos contraculturales y de Nueva Izquierda. Su primer libro americano, Our Synthetic Environment, se publicó en 1962. Luego escribió Crisis in our Cities, 1965. Una colección titulada: El anarquismo después de la escasez, 1971, comprendía ensayos tan innovadores como Ecologist and Revolutionary Thought (1964) o Towards a Liberatory Technology (1965) que adelantaban la importancia crucial del tema ecológico y de las energías alternativas para los movimientos progresistas de cualquier signo. Hacia el final de los sesenta, en los EE. UU. y Reino Unido circularon por lo menos 100.000 copias de su crítica al marxismo tradicional, Listen, Marxist! (1969), influenciando profundamente al movimiento de la Nueva Izquierda americana. En los últimos años de la década dio clases en la Universidad Alternativa de Nueva York. 
En 1974 participó en la fundación del Instituto para la Ecología Social (Institute for Social Ecology) en Plainfield, Vermont, junto con Daniel Chodorkoff, y asumió su dirección, adquiriendo reconocimiento internacional por sus cursos sobre ecofilosofía, teoría social, y tecnologías alternativas. Hasta el 2005, cuando el campus fue vendido, el instituto ofrecía programas de verano, un programa de título B.A. (bachiller en artes) de un año, talleres y series de lectura dentro del propio campus. Los cursos específicos incluían Diseño Sostenible, Construcción y Uso de Tierras, Medios, Activismo y Cambio Social y Rehaciendo Sociedad. Más de 3000 estudiantes se inscribieron hasta esa fecha.
Empezó igualmente a dar clases en el Ramapo College de Nueva Jersey, convirtiéndose en catedrático de teoría social, cargo del que se retiraría en 1983 como profesor emérito.
Sus últimos años vivía semirretirado en Burlington, Vermont, donde impartía dos cursos básicos cada verano en el Instituto para la Ecología Social y daba conferencias ocasionales en EE. UU. y en Europa. Era consultor editorial de Anarchist Studies y de Society and Nature. Junto con su compañera Janet Biehl y otros, publicó más de treinta números de la revista teórica Green Perspectives. 
Una de sus propuestas más recientes fue lo que llamó primero municipalismo libertario y luego comunalismo, basada en la democracia asamblearia a los niveles municipal, de vecindad y de barrio. Para evitar que ello conduzca a un provincianismo en las ciudades propone un confederalismo cívico, demandando también una economía municipalizada, por oposición al sistema capitalista y a la economía estatizada marxista.
El 30 de julio de 2006 falleció en su casa, al padecer un infarto. Contaba 85 años.

## Pensamiento

### Visión general de la sociedad
Bookchin fue un crítico del análisis centrado en clases del marxismo y de la perspectiva antiestado y promercado del libertarismo. Deseaba mostrar una alternativa a la planificación central y a la economía de mercado.  En The Ecology of Freedom: The Emergence and Dissolution of Hierarchy, —libro de 1982 que introduce por primera vez una definición de anarquismo como «oposición a las jerarquías» en vez de «oposición al Estado»— él dice:

Mi uso de la palabra jerarquía como subtítulo de este trabajo busca provocar. Hay una fuerte necesidad de contrastar la jerarquía con el uso generalizado de las palabras clase y Estado, sin darse cuenta de que el uso de estos términos puede producir una peligrosa simplificación de la realidad social. Usar las palabras jerarquía, clase, y Estado indistintamente, como muchos teóricos sociales lo hacen, es insidioso y oscurantista. Esta práctica, en el nombre de una sociedad “sin clase” o "libertaria", podría fácilmente cancelar la existencia de relaciones jerárquicas y sensibilidad jerárquica, ambas, incluso en ausencia de explotación económica o coerción política, serviría para perpetuar la falta de libertad.

Bookchin también ponía énfasis en una acumulación de sistemas jerárquicos que a través de la historia han ocurrido hasta las sociedades contemporáneas las cuales tienden a determinar el colectivo humano y la psique individual:

La historia objetiva de la estructura social es interiorizada como una historia subjetiva de la estructura psíquica. A pesar de lo atroz que mi opinión puede ser para los freudianos modernos, no es la disciplina del trabajo sino la disciplina de la regla lo que demanda la represión de la naturaleza interna. Esta represión luego se extiende hacia afuera de la naturaleza externa como un mero objeto de gobierno y más de explotación. Esta mentalidad permea nuestra psique individual en una forma acumulativa hasta el presente no solo como capitalismo sino como la sociedad jerárquica desde su inicio.

### Ecología social
La integración del anarquismo socialista con el ecologismo radical la realiza Bookchin en los años 50 y 60 del siglo XX, especialmente con el libro The Ecology of Freedom. En la historia de la ecología política o ecologismo, la «ecología social» de Bookchin no es un movimiento sino una teoría de la evolución humana que combina la naturaleza de la biología y la sociedad en una tercera “naturaleza pensante” más allá de la bioquímica y la psicología, que sería una naturaleza más completa. La humanidad, desde esta línea de pensamiento, es el último desarrollo de la larga historia del desarrollo orgánico en la Tierra.
La tesis principal de su ensayo Ecología y pensamiento revolucionario es que, al igual que en la historia todos  los  movimientos  revolucionarios  estaban  influenciados por una rama de la ciencia, el pensamiento revolucionario hoy debe partir de la ecología, entendiendo ésta como aquella ciencia que trata del balance de la naturaleza y, por tanto, también de la humanidad como naturaleza que es. Se plantea, por ende, la ecología como ciencia crítica y como pensamiento que, aplicado a lo social, permite la reconstrucción de la sociedad, la rearmonización entre el mundo natural y la humanidad.
La ecología social de Bookchin es una teoría que tiene una parte descriptiva y otra parte prescriptiva. Descriptivamente afirma que existe una relación sistémica entre los seres naturales, incluidos los seres humanos, que lleva a afirmar a Bookchin que el orden de la naturaleza no necesita autoridades ni mando centralizado, sino que es descentralizado y en red, y se autorregula. Los humanos producirían los problemas ambientales solo cuando introducen procesos centralistas y autoritarios en sus sociedades. A partir de esta hipótesis Bookchin prescribe que, si la vida se desarrolla a partir de la autoorganización y la cooperación evolutiva (simbiosis), desde ese punto de vista debe construirse la alternativa de manejo social y ambiental. Sus propuestas incluyen el uso de la llamada «tecnología adecuada» en la producción económica, la arquitectura verde en el urbanismo, y en lo político establecer municipios de administración asamblearia y economía planificada asambleariamente.
Según Bookchin la crisis ecológica presente es producto del capitalismo y que no es el número de personas sino la forma en que las personas se relacionan con otras lo que produce las crisis económicas, sociales y ecológicas que el mundo atraviesa actualmente. La sobreproducción, el productivismo y el consumismo son los síntomas, no las causas, de un asunto más profundo. Sus trabajos sobre ecología social incluyen Post-Scarcity Anarchism, Toward an Ecological Society, The Ecology of Freedom y varios más.

No existe realmente una diferencia entre el anarquismo y la ecología social. Considero a esta última como una tentativa de ampliar el horizonte del anarquismo. No veo una oposición entre ambos; pienso que la ecología social es una extensión del anarquismo hacia una esfera más amplia de intereses humanos, en este período de descomposición de las clases sociales. [...] En el período de descomposición en el que vivimos, el anarquismo debe reconocer que el capitalismo produjo nuevas transformaciones. Las nuevas preocupaciones que generan esos cambios no se corresponden más con la división entre clases tradicionales. Se trata de preocupaciones relativas a la guerra, la paz, el medio ambiente, las nuevas tecnologías, nuevas instituciones, la reducción del poder de las personas frente al crecimiento del poder del Estado y de los monopolios transnacionales. La ecología social trata de expresar ese nuevo horizonte y desarrollar esos intereses por las cuestiones generales y darles una coherencia teórica y una significación programática, práctica y política.
Entrevista a Murray Bookchin

El libro de Murray Bookchin sobre una supuesta colisión catastrófica de la humanidad con el mundo natural, Nuestro Entorno Sintético (Our Synthetic Environment), se publicó seis meses antes del famoso libro de Rachel Carson, Primavera silenciosa (Silent Spring). Bookchin rechazó el pensamiento de Barry Commoner, acerca de que la crisis ambiental podría ser el rastro de elecciones tecnológicas, la idea de Paul Ehrlich de que podría ser rastreada por la sobrepoblación, o incluso una opinión aún más pesimista que remonta esta crisis a la naturaleza humana. En contraste, Bookchin consideró que la supuesta crisis ambiental de la humanidad es el resultado del capitalismo "Por la propia lógica de su imperativo de crecer o morir, el capitalismo puede estar produciendo crisis ecológicas que ponen en grave peligro la integridad de la vida en este planeta".

### Comunalismo
El «comunalismo» es una propuesta política de Bookchin que previamente se llamó «municipalismo libertario». En los inicios de los años 70, Bookchin argumentó que el espacio para el cambio político hacia su propia versión de socialismo debería ser a un nivel municipal, un socialismo de organización asamblearia que tome el control de áreas locales con escalas diferentes. En una entrevista en 2001, resumió su punto de vista de esta forma: “El asunto primordial es cambiar la estructura de la sociedad para que la gente gane poder. El espacio más apto para hacer esto es desde la municipalidad (la ciudad, un pueblo, una villa) donde tengamos la oportunidad de crear una democracia igualitaria.”
En 1980 Bookchin usó el término “municipalismo libertario” —que cambió por "comunalismo" en los años 90 al anunciar su alejamiento de las ideas y movimiento anarquista— para describir el sistema en el cual las instituciones de democracia asamblearia podrían oponerse y reemplazar al Estado con una confederación de municipalidades libremente asociadas. EnThe Next Revolution, Bookchin dice sobre la relación entre el comunalismo o municipalismo libertario y la ecología social “El municipalismo libertario constituye las políticas de ecología social, un revolucionario esfuerzo en el cual la libertad es dada de forma institucional en ensambles públicos que se convierten en órganos de toma de decisiones.” El comunalismo tiene la intención de crear una situación en la cual los dos poderes (las confederaciones municipales y el Estado-nación) no pueden coexistir. Sus partidarios, los comunalistas, creen que es posible tomar el poder de los municipios para desde allí crear un socialismo confederal en vez de un socialismo con Estado central.
El comunalismo lleva implícita una crítica al anarcosindicalismo de la tradición del anarquismo histórico, específicamente hacia su énfasis en el movimiento obrero y la producción industrial. Para el comunalismo lo importante ya no es solo la esfera productiva o laboral, sino la convivencia comunitaria.

## Influencia y legado
Las ideas de Bookchin, por su propio reconocimiento, no lograron ganarse a un número sustancial de seguidores durante su vida, sin embargo, sus ideas han influenciado movimientos y pensadores alrededor del mundo.
Entre estos se encuentra el movimiento kurdo Unidades de Protección Popular (YPG) y el Partido de los Trabajadores de Kurdistán (PKK) en Turquía, que ha peleado contra el estado Turco desde la década de 1980 para garantizar mayores derechos políticos y culturales para los kurdos del país. El PKK es designado como una organización terrorista por el gobierno de los Estados Unidos y el Turco, mientras que el YPG ha sido considerado un aliado del gobierno de los Estados Unidos contra ISIS. Estas ideas son vistas en ciertas ideologías Marxista-Leninista extremistas, el PKK ha visto un cambio en su pensamiento y objetivos desde la captura y encarcelamiento de su líder Abdullah Öcalan, en 1999. Öcalan empezó a estudiar una variedad de teorías políticas marxistas durante su encarcelamiento, y encontró un interés particular en el trabajo y las ideas de Bookchin.
Öcalan buscó en 2004 a través de sus abogados, una reunión con Bookchin, al describirse él mismo como uno de sus “estudiantes” entusiasmado por adaptar su pensamiento al de la sociedad del Medio Este. Sin embargo, Bookchin estaba demasiado enfermo para aceptar la invitación; pero en mayo de 2004 le hizo llegar un mensaje: “Mi deseo es que el pueblo kurdo algún día sea capaz de erigir una sociedad libre y racional que permita emanar su brillo una vez más y prospere. Realmente son afortunados al tener un líder  con los talentos de Sr. Öcalan para guiarlos”. En 2006, cuando Bookchin murió, el PKK se refirió al pensador americano como “uno de los más grandes científicos sociales del siglo XX” y proclamó que pondría en práctica su teoría.
La variación del comunalismo, el confederalismo democrático, desarrollado por Öcalan es sus escritos y adoptado por el PKK, aparentemente no busca los derechos kurdos en el contexto de la formación de un estado independiente separado de Turquía. Lo que el PKK clama es que su proyecto no está previsto solo para los Kurdos, sino para todas las personas de la región, independientemente de sus antecedentes étnicos, religiosos y nacionales. En su lugar, promueve la formación de asambleas y organizaciones, comenzando en la base, a nivel local,  para poner en práctica sus ideales en un marco no estatal. También pone como particular preocupación asegurar y promover los derechos de la mujer. El PKK ha tenido algunos éxitos al implementar su programa, a través de organizaciones como Congreso Popular de Kurdistán (DTK), el cual coordina actividades sociales y políticas dentro de Turquía, y el Koma Civakên Kurdistan (KCK), que lo hace en todos los países donde viven Kurdos.

## Publicaciones
Escribió diversos libros, capítulos de libros y artículos, entre ellos:
- (1962). Our Synthetic Environment. Knopf. (Published under the pseudonymn "Lewis Herber").
- & Herver, L. (1965). Crisis in Our Cities. Prentice Hall.
- (1965). Toward a Liberatory Technology. Anarchos.
- (1970). Ecology and Revolutionary Thought with the Ecology Action East Manifesto and Toward an Ecological Solution. Times Change Press.
- (1971). Post-Scarcity Anarchism. Ramparts Press.
- (1972). On Spontaneity and Organization. Anarchos.
- (1974). Toward an Ecological Society. Roots.
- (1974). Reflections on Spanish Anarchism. Our Generation.
- (1974). The limits of the city. Harper & Row.
- (1975). Energy, Ecotechnology, and Ecology. Liberation.
- (1978). Beyond Neo-Marxism. Telos, 36, 5-28.
- (February, 10th, 1979). Marxism as Bourgeois Sociology. Lecture delivered at Hampshire College.
- (1979). Self-Magement and the New Technology. Telos.
- (1980). An Open Letter to the Ecology Movement. Comment.
- (1980). Toward an Ecological Society. Black Rose Books.
- (1982). The Ecology of Freedom: The Emergence and Dissolution of Hierarchy. Cheshire Books.
- (1983). Sociobiology or Social Ecology. Harbinger.
- (1983). The Last Chance: An Appeal for Social and Ecological Sanity. Comment.
- (1984) Re-Enchanting Humanity: A Defense of the Human Spirit against Antihumanism, Mysticism and Primitivism. Black Rose Books.
- (1984). Theses on Libertarian Municipalism. Our Generation.
- (1984). What Is Radical Social Ecology? Harbinger.
- (1985). Radicalizing democracy / interviewed by the editors of Kick It Over magazine. Northern Lights Press.
- (1987). Philosophy of Social Ecology. Black Rose Books.
- (1987). Social Ecology versus 'Deep Ecology. Green Perspectives, 4-5.
- (1987). The Rise of Urbanization and the Decline of Citizenship. Sierra Club.
- (1987). Thinking Ecologically: a Dialectical Approach. Our Generation, 18, 2.
- (1989). New social movements: the anarchic dimension in D. Goodway (Ed.). For Anarchism: History, Theory, and Practice (pp. 259-274). Routledge.
- (1990). The Philosophy of Social Ecology: Essays on Dialectical Naturalism. Black Rose Books.
- (1990). Defending the Earth: A Dialog Between Murray Bookchin and Dave Foreman. South End Press.
- (1992). Urbanization without Cities: The Rise and Decline of Citizenship. Black Rose Press.
- (1993). What is Social Ecology? in M. E. Zimmerman, J. Baird, G. Sessions, K. Warren & J. Clark (Eds.). Environmental Philosophy: From Animal Rights to Radical Ecology (pp. 436-454). Prentice Hall.
- (1993). Deep Ecology & Anarchism: A Polemic. FreedomPress.
- (1993). The Ghost of Anarcho-syndicalism. Anarchist Studies,1, 1.
- (1993). Which Way for the Ecology Movement? AK Press.
- (1994). To Remember Spain: The Anarchist and Syndicalist Revolution of 1936. AK Press.
- (1995). From Urbanization to Cities: Toward a New Politics of Citizenship. Cassell.
- (1995). Re-enchanting humanity: a defense of the human spirit against antihumanism, misanthropy, mysticism, and primitivism. Cassell.
- (1996). The Third Revolution. Popular Movements in the Revolutionary Era (Vol. 1). Bloomsbury.
- (1998). The Third Revolution. Popular Movements in the Revolutionary Era (Vol. 2). Bloomsbury.
- (1999). Anarchism, Marxism, and the Future of the Left: Interviews and Essays, 1993-1998. AK Press.
- (2002). The Communalist Project. Communalism.
- (2004). The Third Revolution. Popular Movements in the Revolutionary Era (Vol. 3). Bloomsbury.
- (2005). The Third Revolution. Popular Movements in the Revolutionary Era (Vol. 4). Bloomsbury.
- (2015). The next revolution. Popular assemblies & the promise of direct democracy. The Murray Bookchin Trust & Verso Books.
- (2022). The Modern Crisis. AK Press. (First published in 1986)

Traducciones al castellano:
- (2000). Los anarquistas españoles: Los años heroicos 1868-1936. Numas Ediciones.
- (2013). Rehacer la Sociedad. Editorial LOM.
- (2016). ¡Escucha marxista!. Diaclasa.
- (2019). La próxima revolución. Virus.
- (2019). Ecología y Pensamiento Revolucionario. Calumnia.
- (2019). Anarquismo social o Anarquismo personal. Un Abismo Insuperable. Virus.
- (2022). La Ecología de la Libertad: Surgimiento y disolución de la Jerarquía. Capitán Swing.